# Come Fly with Me
Come Fly with Me ist eine britische Sketch-Show von Matt Lucas und David Walliams. Sie ist eine Parodie der britischen Dokumentarfilme Airport und Airline.

## Produktion
Im Juni 2010 wurde angekündigt, dass Matt Lucas und David Walliams aus Little Britain die Hauptrolle in einer neuen Comedy-Serie erhielten. Die Dreharbeiten für die Mockumentary Come Fly with Me begannen im August 2010 am Flughafen Robin Hood Airport Doncaster Sheffield. Weitere drei Wochen drehte das Team am Flughafen London-Stansted.
Die Idee zu Come Fly With Me kam Lucas und Walliams, da sie nach Little Britain, Little Britain Abroad  und Little Britain USA keine neue simple Sketch-Show drehen wollten, jedoch auf der anderen Seite ein Format benötigten, in dem sie erneut viele verschiedene Charaktere spielen konnten. Ein großer Unterschied zum Vorgänger Little Britain ist auch, dass die gezeigten Charaktere am selben Ort arbeiten und aufeinander treffen können, wodurch völlig neue Möglichkeiten der Interaktion und Charakterentwicklung entstehen. Der Flughafen als Drehort bot sich an, da fast jeder Zuschauer bereits Besucher eines Flughafens war und sich so in die entstehenden Situationen hineinversetzen kann. Auch der Vorteil, dass hier Menschen verschiedenster Herkunft aufeinandertreffen, wurde ausgenutzt. Matt Lucas und David Walliams betonen, dass sie mit Come Fly with Me nicht an den Erfolg von Little Britain anknüpfen, sondern mit etwas völlig Neuem ohne Erfolgsdruck starten wollten.
Eine Making-of-Dokumentation mit dem Titel Fly on the Wall wurde am 8. Februar 2011 auf BBC One ausgestrahlt. Am 28. Januar 2011 gab BBC bekannt, dass eine zweite Staffel in Auftrag gegeben wurde.
Im Juni 2011 gab Walliams die Auskunft, dass die bereits angekündigte zweite Staffel annulliert wurde, da sie „nicht so lustig“ war im Vergleich zu Little Britain. Nachdem sich weiterhin Gerüchte über eine Fortsetzung hielten, teilte er im Januar 2013 endgültig mit, dass diese unbegründet seien. Sein Partner Lucas setze sich ebenfalls nicht für eine zweite Staffel der Serie ein.
Wie bei allen vorherigen Little-Britain-Produktionen wurden auch dieses Mal für die deutsche Fassung Lucas und Walliams von Oliver Kalkofe und Oliver Welke synchronisiert. Sobald die Charaktere mit Gesang arbeiten, wird die Originaltonspur verwendet.

## Handlung
Zentraler Schauplatz der Handlung ist „einer der belebtesten Flughäfen Großbritanniens“. Im Stil einer Mockumentary wird über den Alltag in den verschiedenen Bereichen, wie zum Beispiel den Check-in-Schaltern, der Gepäckabfertigung, oder der Verwaltung einer Fluggesellschaft, berichtet. Der Zuschauer wird dabei mit dem fragwürdigen Verhalten des Personals konfrontiert, das aus Inkompetenz, Egoismus oder Eitelkeit resultiert und die handelnden Personen selbst oder andere immer wieder in unangenehme Situationen bringt. Die Off-Sprecherin bleibt dabei in ihrem Tonfall stets ernst und neutral. Hauptziel des Sarkasmus sind Billigfluggesellschaften wie EasyJet, Ryanair und Air Berlin, welche oft im Hintergrund zu sehen sind, und hier durch die fiktive FlyLo-Fluggesellschaft repräsentiert werden.
Jede Folge endet mit dem Feierabend der gezeigten Charaktere.

## Charaktere

### Omar Baba
Gespielt von David Walliams. Besitzer der Billigfluggesellschaft FlyLo („Großbritanniens achtbeliebteste Billig-Fluggesellschaft“). Regelmäßig wird sein Unternehmen oder er mit Vorwürfen konfrontiert (fehlende Schwimmwesten, zu wenig Beinfreiheit, sexuelle Belästigung und schlechte Bezahlung seiner Mitarbeiter etc.), die er versucht, öffentlich richtigzustellen. Ebenso präsentiert er immer wieder neue und skurrile Geschäftsideen wie zum Beispiel senkrechte Flachbetten oder die „Loveatory“. Oft zu Beginn jeder Episode scheut Omar es nicht, seine Konkurrenten (häufig real existierende Fluggesellschaften) mit vulgären Äußerungen anzugreifen. Baba soll lose auf Stelios Haji-Ioannou, dem Gründer der Billigfluggesellschaft easyJet, beruhen.

### Precious Little
Gespielt von Matt Lucas. Die christliche Leiterin des Kaffeeladens, die sich vermeintliche Probleme ausdenkt, um die Schließung des Ladens zu verursachen, sodass sie sich den Tag frei nehmen kann. So fehlen laut ihrer Aussage in einer Episode plötzlich alle Kaffeebecher, die sie dann später gut sichtbar aus ihrem Mantel holt und wegwirft. In anderen Fällen ist die Wasserleitung des Ladens defekt, weil jemand den Siphon des Spülbeckens durchgesägt hat. Sie begründet diese Umstände stets mit einer unvorhersehbaren Handlung Gottes („Die Wege des Herrn sind unergründlich!“) und singt beim Verlassen des Geschäftes oft auch entsprechende christliche Lieder. Den Rest des Tages verbringt sie dann am Flughafen shoppend oder auch am Spielautomaten.

### Moses Beacon
Gespielt von David Walliams. Der inkompetente schwule Fluggastbetreuer von GreatBritishAir führt auch eine Wohltätigkeitsorganisation namens WishWings, mit dessen Spenden er schwerkranken Kindern den „Flug ihres Lebens“ ermöglicht. Auf diesen Reisen steht jedoch in Wirklichkeit sein eigenes Vergnügen im Vordergrund. Auffallend sind sein  femininer, hopsiger Gang und dass er sehr oft (auch ohne Grund) die Worte: „…, wenn Sie mir den Scherz erlauben.“ an seine Aussagen anfügt.

### Ian Foot
Gespielt von David Walliams. Der Flughafen-Chef der Einwanderungsbehörde. Vielfach zeigen sich in seinem Verhalten gegenüber Ausländern seine rassistischen und fremdenfeindlichen Ansichten, besonders gut erkennbar in seinem selbst entwickelten Immigrations-Brettspiel für Kinder, das er „Keep Em Out“ nennt. Er besitzt zudem eine sehr stereotypische Auffassung über das Verhalten, die Sprache und den Kleidungsstil bestimmter Ländergruppen. Dies äußert sich beispielsweise darin, dass er manchmal mit klischeehafter Verkleidung – etwa als Mexikaner mit Sombrero und Schnurrbart – und übertrieben auffällig versucht, die Passkontrolle zu überwinden. Dies soll angeblich als Test seiner Mitarbeiter und deren Aufmerksamkeit dienen. Offensichtliche Vergehen gegen das Einwanderungsgesetz erkennt er jedoch meist nicht.

### Tommy Reid
Gespielt von Matt Lucas. Der junge Schotte arbeitet auf dem Flughafen bei Happy Burger, mit der Hoffnung, sich zum Piloten hocharbeiten zu können. Wegen seiner Flugangst und Leseschwäche fällt er jedoch am Ende der sechsten Folge durch die Aufnahmeprüfung der Flugschule, beendet seinen Job und sein Traum, ein Flugzeug zu steuern, rückt in weite Ferne.

### Taaj Manzoor
Gespielt von Matt Lucas. Er gehört zum FlyLo-Bodenpersonal. Er ist ein begeisterter Cineast und möchte selbst gerne Filmproduzent werden. In einer Folge drückt er einem überrumpelt wirkenden Rupert Grint ein selbstgeschriebenes Drehbuch in die Hand.

### Penny Carter
Gespielt von David Walliams. Sie ist die Chefstewardess der 1st Class bei GreatBritishAir mit sehr abweisenden Ansichten gegenüber Economy-Class-Passagieren bzw. solchen, die augenscheinlich so aussehen und dennoch First-Class fliegen.

### Melody Baines und Keeley St Clair
Gespielt von Walliams und Lucas. Check-in-Personal von FlyLo. Vordergründig sind diese beiden Frauen die besten Freundinnen, was sich jedoch spätestens dann ändert, als der Job der Check-In-Managerin frei wird. Sie konkurrieren anschließend um diese Stelle, was sich beispielsweise in wiederholenden gegenseitigen sarkastischen Anspielungen widerspiegelt.

### Peter und Judith Surname
Gespielt von Lucas und Walliams. Älteres Ehepaar, das von einer FlyLo-Pauschalreise zurückkehrt und sich jedes Mal über die so genannte „Reise in die Hölle“ beschweren will. Wenn Peter einen Satz beginnen will, unterbricht seine Frau ihn und spricht für ihn. Der Nachname Surname (englisch für Nachname) kann als Verdeutlichung des häufigen Vorkommens von Reisenden, die sich permanent beschweren, und damit ihrer Banalität gedeutet werden, obgleich die berichteten Erlebnisse auf einen Extremfall schließen lassen. So erzählen sie beispielsweise in einer Folge, dass sie von Piraten entführt wurden. Peter personalisiert dabei die stereotypische britische Höflichkeit, so erklärt er beispielsweise sehr höflich, dass er „dem Urlaub lediglich 3 von 5 Punkten geben würde“, da das Flugzeug abgestürzt ist und er ein Bein verloren hat.

### Mickey Minchin und Buster Bell
Gespielt von Lucas und Walliams. Die Flughafen-Paparazzi. Diese beiden sind unzertrennliche Freunde, die bereits seit langer Zeit am Flughafen arbeiten. Wenn sie nicht gerade fotografieren, erzählen sie von ihren Shootings mit „den prominentesten Persönlichkeiten der Welt“. Zu ihrer eigentlichen Tätigkeit kommen sie jedoch nicht.

### Fearghal O’Farrell
Gespielt von Matt Lucas. Schwuler Flugbegleiter der irischen Billigfluggesellschaft Our Lady Air. Seine ganze Familie, bis auf seine Mutter, sei in der Fliegerei tätig. Im Verlauf der Serie arbeitet er – meist mit unfairen Mitteln – daran, den Titel Steward Of The Year verliehen zu bekommen.

### Ben Roberts und James Stewart
Gespielt von Walliams und Lucas. Flughafen-Zollbeamte, mit ziemlich extremen Methoden der Katalogisierung der illegalen Substanzen, die sie finden wollen.

### Simon und Jackie Trent
Gespielt von Lucas und Walliams. Das erste Piloten-Ehepaar Großbritanniens, fliegt für Great British Air. Nachdem Simon vor Jahren eine Affaire mit einer Stewardess hatte, ließ sich Jackie von einer Zahnhygienikerin zur Pilotin umschulen, um ihn auf allen Flügen begleiten zu können. Außerhalb des Cockpits umklammert Jackie Simons Hand sehr krampfhaft und reagiert äußerst misstrauisch auf jegliche Abwesenheit ihres Mannes.

### Helen Baker
Gespielt von Sally Rogers. Schwangere Check-in-Managerin bei FlyLo, die ihren Posten während der Mutterschaft an Melody oder Keeley abgeben will, obwohl sie von diesen in den Pausen regelmäßig mit abwertenden Aussagen und Behauptungen betreffend ihre Schwangerschaft belästigt wird.

### John und Terry
Gespielt von Lucas und Walliams. Vater und Sohn, welche beide in der Gepäckabfertigung arbeiten. John hat sich vor einigen Jahren den Rücken beim Aufheben eines Regenschirmes verrenkt, daher fertigt Terry die Koffer alleine ab, teilweise auf eine bewusst unsanfte Art und Weise, während sein Vater ihm dabei zuschaut und Kommentare abgibt. Auch schrecken beide nicht vor Diebstahl des Gepäcks zurück.

## Gastauftritte
In jeder Episode trat bisher ein namhafter Gastdarsteller auf und verkörperte sich selbst.
| Prominenter     | Episode | Deutsche Synchronstimme |
| --------------- | ------- | ----------------------- |
| Geri Halliwell  | 1.01    |                         |
| David Schwimmer | 1.02    | Gerald Schaale          |
| Rupert Grint    | 1.03    | Max Felder              |
| Barbara Windsor | 1.04    | Dagmar Biener           |
| Anna Friel      | 1.05    | Manja Doering           |
| Dale Winton     | 1.06    | Klaus-Peter Grap        |